# Llista d'alcaldes de la Nou de Gaià
El Llibre del lloch de la Nou, recuperat per l'ajuntament després d'un periple de tres segles, ha permès saber qui eren els representants municipals de la Nou de Gaià abans del Decret de Nova Planta i la imposició dels ajuntaments. A partir de llavors els representants municipals fins ben entrat al segle xix eren nomenats per la Reial Audiència i després de la desaparició dels senyorius els alcaldes van passar a ser elegits per vot directe dels representants de les famílies i més tard per sufragi universal. La llista està incompleta en la part relativa al Franquisme i a la democràcia fins al 2007 per falta de recopilació de dades fiables.
| Nom | Govern            | Observacions |
| --- | ----------------- | --- |
| Andreu Dalmau | 1649 - 1651       | |
| ? | 1661              | Es coneixen els jurats (regidors) però no el batlle |
| ? | 1662              | Es coneixen els jurats (regidors) però no el batlle |
| ? | 1663              | Es coneixen els jurats (regidors) però no el batlle |
| ? | 1664              | Es coneixen els jurats (regidors) però no el batlle |
| ? | 1665              | Es coneixen els jurats (regidors) però no el batlle |
| ? | 1666              | Es coneixen els jurats (regidors) però no el batlle |
| ? | 1667              | Es coneixen els jurats (regidors) però no el batlle |
| ? | 1668              | Es coneixen els jurats (regidors) però no el batlle |
| ? | 1669              | Es coneixen els jurats (regidors) però no el batlle |
| ? | 1670              | Es coneixen els jurats (regidors) però no el batlle |
| Andreu Dalmau | 1671              | |
| ? | 1672              | Es coneixen els jurats (regidors) però no el batlle |
| ? | 1673              | Es coneixen els jurats (regidors) però no el batlle |
| | 1674 - 1675       | Sense dades del període |
| ? | 1675              | El nou senyor de la Nou de Gaià és Francesc de Montserrat i Vives, primer Marquès de Tamarit, que continua mantenint el privilegi de nomenar batlle. |
| | 1675 - 1679       | Sense dades del període |
| | 1679 - 1682       | Sense dades del període |
| ? | 1682 - 1690       | Es coneixen els jurats (regidors) però no el batlle |
| Andreu Dalmau | 1690 - 1692       | |
| ? | 1706              | Es coneixen els jurats (regidors) però no el batlle |
| Josep Dalmau | 1707              | |
| ? | 1708 - 1709       | Es coneixen els jurats (regidors) però no el batlle |
| Període de la Guerra de Successió, sense dades | 1709 - 1717       | Els ajuntaments s'han d'adaptar al Decret de Nova Planta, a partir d'aquest moment els Jurats passen a dir-se regidors i seran nomenats per la Reial Audiència mentre que el batlle passa a ser l'autoritat màxima al poble i segueix sent nomenat pel senyor. En aquest cas, el Marquès de Tamarit     |
| Josep Dalmau | 1718              | Pagès. |
| | 1719 - 1720       | Sense dades del període. |
| Josep Dalmau | 1720 - 1721       | Pagès. |
| | 1722 - 1738       | Sense dades del període. |
| Rafael Padró | 1738              | Pagès. |
| Andreu Dalmau | 1739 - 1741       | Pagès. |
| Josep Dalmau | 1742 - 1743       | Pagès. |
| Andreu Dalmau | 1744 - 1746       | Pagès. |
| Josep Dalmau | 1747 - 1749       | Pagès. |
| Joan Dalmau | 1749 - 1750       | Pagès. |
| Andreu Dalmau | 1750 - 11751      | Pagès. |
| ? | 1752              | Es coneixen els regidors però no el batlle. |
| Rafael Padró | 1753 - 1754       | Pagès. |
| Andreu Dalmau | 1755              | Pagès. |
| ? | 1756              | Es coneixen els regidors però no el batlle. |
| Joan Dalmau | 1757              | Pagès. |
| ? | 1758              | Es coneixen els regidors però no el batlle. |
| Andreu Dalmau | 1759              | Pagès. |
| ? | 1760              | Es coneixen els regidors però no el batlle. |
| Joan Dalmau | 1761 - 1762       | Pagès. |
| ? | 1763 - 1770       | Es coneixen els regidors d'aquest període però no els batlles. |
| No es tenen dades des de 1770 a 1837, any de la desamortització de Mendizábal. Amb la supressió de les senyories el Marquès perd el dret de nomenar batlle. |                   | |
| A partir d'aquest moment els càrrecs són elegits per votació directa dels representants de les Famílies.                                                    |                   | Des del 1837 fins a 1899 la família Dalmau va repetir-se en el càrrec d'Alcalde vuit vegades, els Virgili nou vegades, els Rovira van accedir a l'alcaldia quatre vegades, els Martí cinc, la família Duch va repetir tres vegades el càrrec i les famílies Vallvé, Llenas, Vidal i Baduell una vegada. |
| Josep Fortuny Domingo | 1900 - 1901       | Se'n desconeix la ideologia. |
| Isidre Rovira Vidal | 1902 - 1904       | Se'n desconeix la ideologia. |
| Josep Duch Gibert | 1905 - 1911       | Se'n desconeix la ideologia. |
| Josep Virgili Vallvey | 1912 - 1915       | Se'n desconeix la ideologia. |
| Florenci Gibert | 1916 - 1917       | Se'n desconeix la ideologia. |
| Isidre Rovira Serramià | 1918 - 1921       | Se'n desconeix la ideologia. |
| Joan Fortuny Vidal | 1922 - 1923       | Se'n desconeix la ideologia. |
| Alcalde Desconegut | 1924              | |
| Josep Virgili | 1924 - 1929       | Se'n desconeix la ideologia. |
| Alcalde Desconegut | 1930              | |
| Rafael Dalmau Virgili | 1931 - 1933       | Se'n desconeix la ideologia. Durant el seu mandat es proclamà la Segona República. |
| Martí Rovira Martí | 1934 - 1935       | Republicà. Després de la guerra civil es va exiliar a França juntament amb la seva família. |
| Dani Roig | 1935 - 1936       | Republicà. Durant el seu mandat va començar la guerra civil. |
| Francesc Rovira | 1937 - 1939       | Republicà. Durant el seu mandat la República va perdre la guerra civil. Va ser empresonat i va morir de cirrosi a Tarragona. Molts altres veïns van ser empresonats per haver participat en el govern municipal entre 1936 - 1939 però van anant sent alliberats entre 1940 i 1944                      |
| Antoni Dalmau | 1939              | Nacional. Va ser nomenat alcalde per les tropes franquistes. |
| Etapa Franquista |                   | |
| Josep Maria Fortuny Pallarès | 1979 - 1995       | Convergència i Unió |
| Joan montragull Rafí | 1995 - 2007       | Independent el mandat 1995 - 1999 i de Convergència i Unió fins al 2007 |
| Jordi Cañellas Alberich | 2007 - 2015       | Convergència i Unió |
| Abel Martí Gallofré | 2015 - 2019       | CiU - PdCat |
| Josepa Figueras Briones | 2019 - Actualitat | JxCAT |